# Caso dell'omicidio del fantasma di Hammersmith

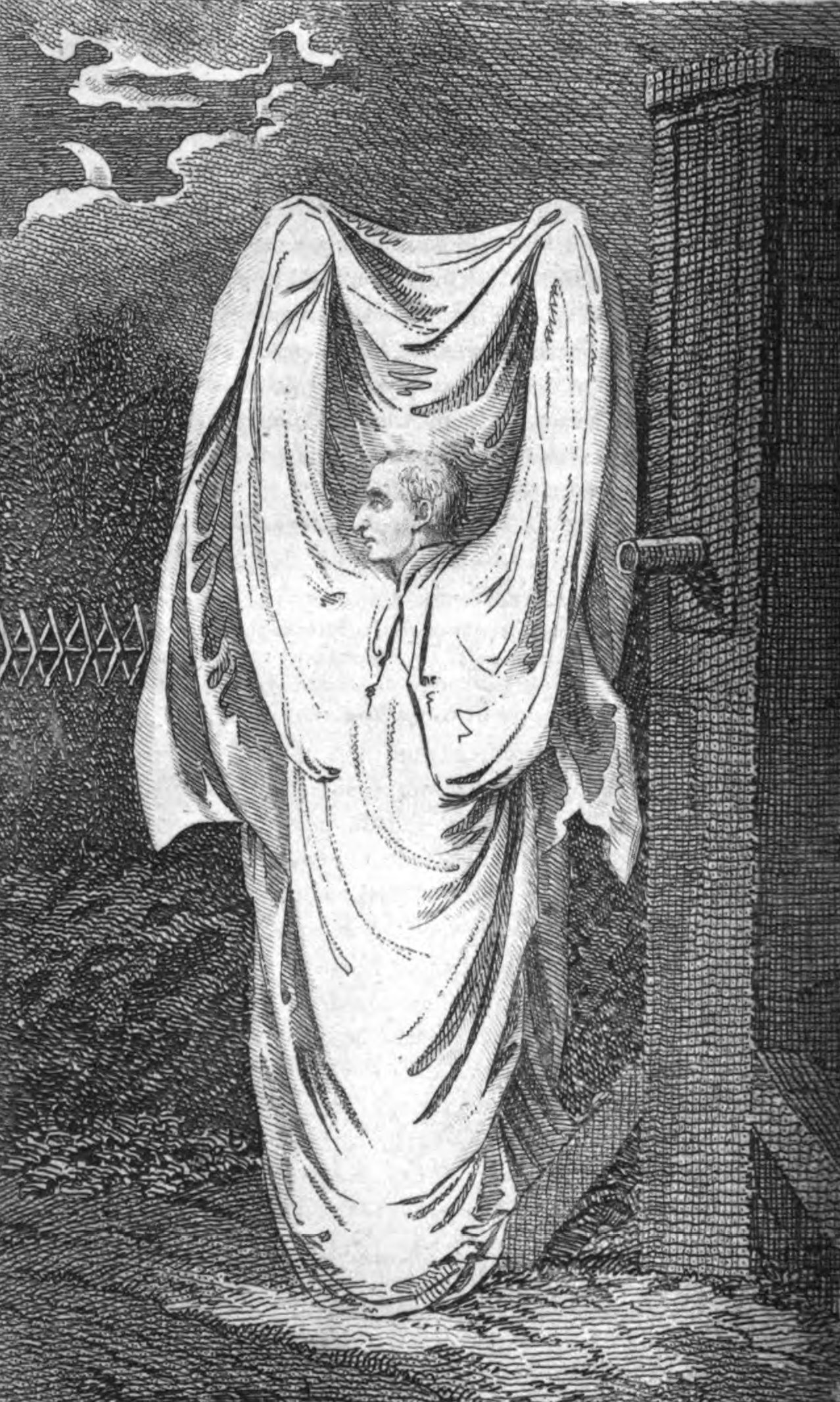
Incisione del fantasma di Hammersmith in Kirby's Wonderful and Scientific Museum, una rivista pubblicata nel 1804

Il caso dell'omicidio del fantasma di Hammersmith fu una discussa controversia giudiziaria del 1804 che generò un precedente legale nel Regno Unito in materia di autodifesa abbandonato soltanto dopo quasi due secoli. Verso la fine del 1803, molte persone affermarono di aver visto o addirittura di essere state attaccate da un fantasma nella zona di Hammersmith a Londra, uno spettro che la gente del posto credeva fosse lo spirito di un suicida. Il 3 gennaio 1804, un funzionario delle imposte di 29 anni di nome Francis Smith, membro di una delle pattuglie armate istituite per catturare il fantasma sulla scia delle segnalazioni, uccise un muratore, Thomas Millwood, scambiando i vestiti bianchi da lavoro di quest'ultimo per il sudario di uno spettro. Smith fu riconosciuto colpevole di omicidio e condannato a morte, ma la sanzione andò poi commutata in un anno di lavori forzati. Stando alla linea interpretativa dettata dalla sentenza del caso di specie, un soggetto poteva essere ritenuto responsabile delle proprie azioni anche qualora avesse tenuto una condotta illecita sulla base di un'errata valutazione delle circostanze di fatto sussistenti (nello specifico, Smith aveva confuso la vittima con un fantasma, ma ciò non fu ritenuto un valido motivo di giustificazione dalla giuria).
Le problematiche giudiziarie riguardanti il caso non si risolsero per ben 180 anni, fino a quando una decisione della Corte d'Appello nel 1984 non sovvertì l'indirizzo precedente. L'attuale dettato normativo, così come sancito da una legge del 2008, afferma che, fintanto che sussistano quelle circostanze oggettive le quali consentano di ipotizzare che un soggetto responsabile di una condotta illecita abbia effettivamente agito al fine di tutelare l'incolumità di se stesso o di altri, allora ci si troverà di fronte a una causa di giustificazione e non si potrà parlare di reato.

## Il fantasma
Dal novembre 1803, un certo numero di persone nell'area di Hammersmith affermò di aver visto o, in alcuni casi, subito l'attacco di un fantasma. La gente del posto considerò lo spirito quello di un uomo che si era suicidato l'anno precedente ed era stato sepolto nel cimitero di Hammersmith. Al tempo si credeva che le vittime dei suicidi non dovessero essere tumulate in terra consacrata, poiché le loro anime avrebbero sofferto in eterno. La figura apparsa veniva descritta come molto alta e vestita completamente di bianco, ma si diceva anche che in altre occasioni indossasse un indumento di pelle di vitello con corna e grandi occhi di vetro.
Presto iniziarono a circolare le più disparate versioni sul conto del fantasma. Si diceva che due donne, una anziana e l'altra incinta, fossero state rapite dalla misteriosa creatura in diverse occasioni mentre camminavano vicino al cimitero; stando a quanto si narrava, esse furono così spaventate che entrambe morirono per lo shock pochi giorni dopo. Il servitore di un birraio, Thomas Groom, in seguito testimoniò che, mentre camminava attraverso il sagrato con un compagno una notte, verso le 21, qualcosa si sollevò da dietro una lapide e lo afferrò per la gola. Avvertendo la colluttazione, il suo compagno si voltò, al che il fantasma «eseguì una mossa improvvisa senza che io riuscissi a scorgere alcunché; feci il gesto di tirare un pugno e quello che avvertii fu la sensazione di aver colpito qualcosa di morbido, come un grande cappotto».
Il 29 dicembre, William Girdler, un guardiano notturno, vide il fantasma mentre si trovava vicino a Beaver Lane e gli diede la caccia; l'apparizione si tolse il velo e riuscì a fuggire. Con Londra che all'epoca non disponeva di una forza di polizia organizzata e poiché «svariate persone erano decisamente spaventate», secondo Girdler, diversi cittadini formarono delle pattuglie armate nella speranza di catturare lo spirito maligno.

## Morte di Thomas Millwood
All'angolo di Beaver Lane, mentre passeggiava alle 22:30 il 3 gennaio 1804, Girdler incontrò uno dei cittadini armati che stavano pattugliando la zona, il 29enne ufficiale delle imposte Francis Smith. Armato di un fucile, Smith disse a Girdler che sarebbe andato a cercare il presunto fantasma, il quale replicò che si sarebbe unito alla battuta di caccia dopo che fossero scoccate le 23. Infine, intrapresero strade separate dopo essersi trovati d'accordo sul bisogno di arrestare le intemperanze dello spettro.
Subito dopo le 23, Smith incontrò Thomas Millwood, un muratore che indossava i normali abiti bianchi del suo mestiere. La descrizione fornita in seguito fu la seguente: «[aveva] pantaloni di lino interamente bianchi, ben lavati e puliti, un panciotto di flanella, all'apparenza nuovo di zecca, bianchissimo, e un grembiule a mo' di soprabito». Millwood stava tornando a casa dopo una visita ai suoi genitori e alla sorella, che vivevano a Black Lion Lane. Secondo Anne Millwood, la sorella del muratore, subito dopo aver salutato suo fratello, sentì Smith sfidarlo, dicendo: «Accidenti a te, chi sei e cosa sei? Che tu sia maledetto, ti sparo!». Subito dopo, Smith aprì il fuoco colpendolo al lato sinistro basso della mascella uccidendolo.
Udito lo sparo, Girdler e il vicino di Smith, tale John Locke, insieme a un certo George Stowe, incontrarono Smith, che «sembrava assai agitato»; dopo aver visto il corpo di Millwood, i suoi compagni gli consigliarono di tornare a casa. Nel frattempo, un agente arrivò sulla scena e prese Smith in custodia. Il cadavere di Millwood fu portato in una locanda, dove un chirurgo, il signor Flower, esaminò il corpo il 6 gennaio e dichiarò che la morte era il risultato di «una ferita da arma da fuoco sul lato sinistro della mascella inferiore con un piccolo colpo, circa la misura N. 4, che era penetrato nelle vertebre [sic] del collo e aveva leso il midollo spinale».

## Processo a Francis Smith
A una settimana di distanza dal misfatto si celebrò il processo che vedeva Smith accusato di omicidio volontario. Questi respinse il capo d'imputazione, dicendo di aver sì sparato, ma di averlo fatto in presenza di una causa di giustificazione, ovvero la legittima difesa. La suocera e anche la moglie del defunto, la signora Fulbrooke, dichiararono di averlo avvertito di coprire i suoi abiti bianchi con un pastrano, poiché era già stato scambiato per il fantasma in altre occasioni. La sorella di Millwood testimoniò che, sebbene Smith avesse detto a suo fratello di fermarsi o avrebbe sparato, l'uomo aprì il fuoco quasi immediatamente e non diede dunque il tempo necessario a chiarire l'equivoco. Nonostante, tra i vari testimoni, gli amici dell'imputato avessero sollecitato la corte a credere alla fondatezza della sussistenza della legittima difesa, in quanto il presunto fantasma si avvicinava a lui generandogli grande timore, il presidente del tribunale, lord Chief Baron sir Archibald Macdonald, ricordò alla giuria che, «quando si analizza la fattispecie criminosa costituita dall'omicidio, non vi è la necessità di rintracciare il dolo», ovvero l'intenzione di uccidere, potendosi benissimo fare riferimento al solo elemento oggettivo, rappresentato dall'evento morte:
Il giudice Macdonald osservò che Smith non aveva agito per legittima difesa e non aveva mirato a Millwood per errore, non essendo stato infatti né provocato dalla presunta apparizione e non avendo nemmeno tentato di catturarlo. Inoltre, Millwood non aveva commesso alcun reato che giustificasse lo sparo, e anche qualora la vittima si fosse finta un fantasma, non sussisteva alcuna causa legittima al momento dell'esecuzione della condotta criminosa, in quanto spaventare i passanti spacciandosi per uno spettro non configurava un grave illecito, ma soltanto una contravvenzione sanzionata con un'ammenda. Il giudice chiuse le sue osservazioni ricordando alla giuria che il buon comportamento tenuto in precedenza dall'imputato non aveva valenza giuridica in tale controversia. Macdonald suggerì alla giuria di dichiarare l'imputato colpevole di omicidio se essa avesse ritenuto credibile la ricostruzione dei fatti presentata dai testimoni. Dopo aver riflettuto per un'ora, la giuria emise un verdetto di omicidio colposo. Macdonald informò la giuria che «la Corte non poteva emettere un simile verdetto», in quanto l'aver erroneamente immaginato che Millwood fosse un fantasma appariva un elemento irrilevante, ragion per cui Smith andava dichiarato colpevole di omicidio volontario oppure assolto. Riunitasi una seconda volta, la giuria si pronunciò con un verdetto di colpevolezza. Dopo aver emesso la conseguente sentenza di morte, Macdonald si avvalse della facoltà di riferire il caso alla Corona, la quale aveva il potere di commutare la pena. La scelta si rivelò azzeccata, considerando che la sentenza iniziale di impiccagione e dissezione fu convertita in un anno di lavori forzati.
L'enorme pubblicità data al caso persuase il vero colpevole a farsi avanti: si trattava di John Graham, un anziano calzolaio. Questi aveva finto di essere un fantasma usando un lenzuolo bianco per spaventare il suo apprendista, reo di aver terrorizzato i figli di Graham con storie di fantasmi. Tuttavia, negli archivi giudiziari non risulta alcuna sentenza di condanna emessa in capo a Graham.

## Superamento dell'impasse giudiziaria
Il precedente costituito dal caso del fantasma rivelò una fattispecie pericolosamente lasciata scoperta dall'ordinamento inglese, ovvero la punibilità di chi commetteva in buona fede un'azione, anche violenta, sulla base di circostanze errate e a lui ignote.
La questione se agire sulla base di una convinzione errata rappresentasse una difesa sufficiente contro un'accusa penale rimase dibattuta per più di un secolo nel Regno Unito, fino a quando non fu definitivamente chiarita dalla Corte d'Appello nel caso R. v Williams (Gladstone) del 1984, relativo a un ricorso ascoltato nel novembre del 1983. Il ricorrente, Gladstone Williams, aveva visto un uomo trascinare violentemente lungo la strada un'altra persona più giovane mentre quest'ultima gridava aiuto. Credendo erroneamente che si stesse verificando un atto di violenza, Williams intervenne e ferì l'apparente aggressore, che in realtà stava tentando di catturare un sospetto ladro. Williams fu poi condannato per i danni cagionati e le lesioni. Nel giudizio di secondo grado, il Lord Chief Justice Geoffrey Lane richiamò in causa lo storico dibattito in tale tono:
La richiesta di appello fu accolta e la pena in seguito annullata con l'enunciazione del seguente principio di diritto: 
La decisione fu approvata dal Privy Council nel caso Beckford v. The Queen del 1988 e trovò infine una sicurezza in termini di scrittura quando confluì nel testo legislativo del Criminal Justice and Immigration Act 2008, Sezione 76.